# Попович, Василий Юрьевич
Епископ Василий в миру Василий Юрьевич Попович (русин. Василій Попович, укр. Василь Попович, венг. Popovics Vazul; 12 сентября 1796, Великие Комяты, Австро-Венгрия — 19 октября 1864, Ужгород, Австро-Венгрия) — епископ мукачевский с 21 марта 1837 года по 19 октября 1864 год, русинский общественный деятель, один из основателей русинского культурно-просветительского «Общества Святого Василия Великого».

## Биография
Василий Попович родился 29 октября 1820 года в селе Великие Комяты, Австро-Венгрия. Получив начальное образование в Сиготе он обучался в гимназии в Ужгороде. С 1814 по 1818 год изучал богословие в Центральной духовной семинарии в Будапеште, по окончании которой получил научную степень доктора богословия. 10 апреля 1820 года Василий Попович был рукоположён в сан диакона и через четыре дня — 10 апреля — в сан священника, после чего служил в грекокатолических приходах в Сиготе и Сваляве. В 1822 году был переведён в новую епархию епархию Прешова, где до 1835 года служил секретарём епископа.
Будучи семинаристов и молодым священником увлекался панславизмом Яна Коллара и его идеями культурного сотрудничества славянских народов.
21 марта 1837 года Василий Поповичбыл избран епископом Мукачева. 2 октября 1837 года Святой Престол утвердил его избрание и 18 марта 1838 года Василий Попович был рукоположён в епископа львовским архиепископом Михаилом Левицким в сослужении с епископом Перемышля, Самбора и Санока Иоанном Снигурским, архиепископом львовской армянской архиепархии Самуилом Стефановичем и архиепископом львовской латинской архидиецезии Франтишеком де Паула Пиштеком.
Василий Попович был инициатором введения русинского языка в венгерских гимназиях Закарпатья, с его помощью были учреждены кафедры русинского языка и истории русинского народа. Во время его епископства рабочим языком в мукачевской епархии стал русинский язык. Финансово поддерживал издание «Церковной газеты», которую издавал Иван Раковский. Василий Попович принял непосредственное участие в создании русинского культурно-просветительского «Общества Святого Василия Великого», которое начало свою деятельность в 1866 году.
Василий Попович занимался благотворительной деятельностью. На протяжении 1855 года на свои средства кормил около 200 голодающих.
Василий Попович скончался 19 октября 1864 года в Ужгороде.

## Память
В 2011 году в селе Великие Комяты была установлена мемориальная табличка с текстом на украинском языке:

ПОПОВИЧ ВАСИЛЬ ЮРІЙОВИЧ — Мукачівський греко-католицький єпископ, великий патріот русинського народу, один з основоположників Общества св. Василя Великого, організатор розвитку освіти та національного відродження краю.
(Попович Василий Юрьевич — Мукачевский грекокатолический епископ, великий патриот русинского народа, один из основателей Общества св. Василя Великого, организатор развития образования и национального возрождения края)